# غارغانتا ديل فيار
بلدية غارغانتا ديل فيار (بالإسبانية: Garganta del Villar) هي بلدية تقع في مقاطعة آبلة التابعة لمنطقة قشتالة وليون وسط إسبانيا.

## الديموغرافيا
يبلغ عدد سكان بلدية غارغانتا ديل فيار 49 نسمة عام 2011 (وفقاً للمعهد الوطني للإحصاء الإسباني).
| 84 | 78 | 68 | 57 | 59 | 52 | 49 |